# Clarence Birdseye
Clarence Frank Birdseye II (Brooklyn, 9 de dezembro de 1886 – Manhattan, 7 de outubro de 1956) foi um inventor, empresário e naturalista estadunidense, considerado o fundador da indústria de alimentos congelados moderna. Um de nove filhos, Birdseye cresceu no Brooklyn antes de ir para a Universidade de Amherst e começar sua carreira científica com o governo dos Estados Unidos. Entre suas invenções está o freezer de esteiras duplas.  

## Infância e educação
Clarence Birdseye foi o sexto de nove filhos de Clarence Frank Birdseye, um advogado de uma companhia de seguros, e Ada Jane Underwood. Passou seus primeiros anos no Brooklyn, Nova Iorque, onde sua família possuía uma residência em Cobble Hill. Desde a infância, Birdseye era obcecado por ciências naturais e taxidermia, que ele ensinou a si mesmo por correspondência. Aos onze anos, anunciou seus cursos no assunto. Aos quatorze, sua família se mudou para o subúrbio de Montclair, Nova Jérsei, onde Birdseye se formou no ensino secundário pela Escola de Montclair. Matriculou-se na Universidade de Amherst, onde seu pai e irmão mais velho se formaram. Lá ele se destacou em ciências, apesar de ser um aluno mediano em outras disciplinas. Sua obsessão em coletar insetos levou seus colegas de faculdade a apelidá-lo de "Bugs".
No verão após o seu ano como calouro, Birdseye trabalhou para o Departamento de Agricultura dos Estados Unidos no Novo México e no Arizona como um "naturalista assistente", num momento em que o órgão estava preocupado em ajudar agricultores e pecuaristas a se livrarem de predadores, especialmente coiotes.
Em 1908, as finanças da família forçaram Birdseye a abandonar a universidade após o seu segundo ano. Em 1917, o pai e o irmão mais velho de Birdseye, Kellogg, foram presos por fraude contra seu chefe; é incerto se isto está relacionado com a saída de Birdseye da Amherst. 
Birdseye foi novamente contratado pelo Departamento de Agricultura dos Estados Unidos, desta vez para um projeto de pesquisa de animais no Oeste Americano. Ele também trabalhou com o entomologista Willard Van Orsdel King (1888 - 1970) em Montana, onde, em 1910 e 1911, capturou várias centenas de pequenos mamíferos dos quais King extraiu milhares de carrapatos para pesquisa, isolando-os como causa do tifo exantemático, uma descoberta. A próxima missão de Birdseye no campo, intermitentemente de 1912 a 1915, foi em Labrador, Domínio de Terra Nova (agora parte do Canadá), onde ele se interessou pela preservação de comida por congelamento, principalmente congelamento rápido. Lá, ele comprou um terreno em Muddy Bay, onde construiu um rancho para criação de raposas, além de ser ensinado pelos inuítes a pescar em gelo muito espesso. Em temperaturas de -40 °C, Birdseye descobriu que o peixe que ele havia capturado congelava quase que instantaneamente e que tinha gosto de fresco quando descongelado. Imediatamente, ele reconheceu que os frutos do mar congelados vendidos em Nova Iorque eram de menor qualidade que os de Labrador, e que esse conhecimento poderia ser lucrativo. 
Quando os alimentos são congelados lentamente, em temperaturas próximas ao ponto de congelamento, cristais de gelo se formam dentro das células vegetais ou animais; quando a comida descongela, o fluido celular escorre do tecido danificado, dando à comida uma consistência mole ou seca. O congelamento rápido, em temperaturas mais baixas, dá aos cristais menos tempo para se formar e, por isso, causa menos dano.
Em 1922, Birdseye conduziu experimentos sobre congelamento de peixes na Clothel Refrigerating Company e em seguida fundou sua própria companhia, a Birdseye Seafoods Inc., que congelava filés de peixe usando ar refrigerado a -43 °C. Porém, em 1924 ela foi à falência por conta da falta de interesse dos consumidores no produto. Neste mesmo ano, ele desenvolveu um processo inteiramente novo para tornar comercialmente viável o congelamento rápido: embalar os peixes e então congelá-los sob pressão entre duas superfícies refrigeradas. Para promover este método, Birdseye criou a General Seafood Corporation.

## Desenvolvimento industrial
Em 1925, a General Seafood Corporation se transferiu para Gloucester, Massachusetts. Lá, ela comercializou e vendeu a mais nova invenção de Birdseye, o freezer de esteiras duplas, no qual salmoura gelada resfriava um par de esteiras de aço inoxidável carregadas de peixes, que eram congelados rapidamente. Esta invenção, publicada com a patente número 1.773.079, é considerada por alguns como o início da indústria de alimentos congelados moderna. Birdseye patenteou outras máquinas que resfriavam ainda mais rapidamente. Em 1927, ele patenteou a máquina de congelamento multichapas, que foi usada como base para o congelamento de alimentos por várias décadas.
Em 1929, Birdseye sua companhia e patentes por 22 milhões de dólares (em 2021, o equivalente a 335 milhões de dólares) para a Goldman Sachs e a Postum Company, que eventualmente virou a General Foods Corporation. A General Foods fundou a Birds Eye Frozen Food Company. Birdseye continuou trabalhando na companhia, desenvolvendo ainda mais a tecnologia de alimentos congelados. Em 1930, a companhia começou vendas experimentais em 18 lojas de varejo ao redor de Springfield, Massachusetts, para testar a aceitação pelos consumidores dos alimentos congelados. A linha de produtos iniciais apresentava 26 itens, incluindo 18 cortes de carne congelada, espinafre e ervilhas, uma variedade de frutas e bagas, ostras Blue Point  e filés de peixe. Os consumidores gostaram dos novos produtos e hoje esse é considerado o nascimento do varejo de comidas congeladas. O nome "Birds Eye" se mantém como marca líder de alimentos congelados. Em 1949, Birdseye se tornou o segundo vencedor do Babcock-Hart Award, dado pelo Institute of Food Technologists. Ele também passou a integrar o National Inventors Hall of Fame em 2005.

## Morte
Birdseye morreu no Gramercy Park Hotel em 7 de outubro de 1956, aos 69 anos, vítima de um ataque cardíaco. Ele foi cremado e suas cinzas foram jogadas no mar ao largo da costa de Gloucester, Massachusetts.
Em 2012, uma biografia de Birdseye, Birdseye: The Adventures of a Curious Man, de Mark Kulansky, foi publicada pela Doubleday.